# Apollo 6
A Apollo 6, também chamada de AS-502, foi um voo espacial não-tripulado norte-americano, o segundo voo do foguete Saturno V e o terceiro e último voo teste do Programa Apollo. Ela foi lançada em 4 de abril de 1968 do Complexo 39A no Centro Espacial John F. Kennedy em Cabo Kennedy, na Flórida. A missão tinha a intenção de realizar uma injeção translunar com um abordo de retorno direto usando o motor principal do Módulo de Serviço, porém problemas nos motores do foguete durante o lançamento forçaram uma mudança no plano de voo. A Apollo 6 mesmo assim qualificou o Saturno V para voos tripulados.
O objetivo principal da Apollo 6 era demonstrar a capacidade do terceiro estágio do Saturno V, o S-IVB, de impulsionar a Espaçonave Apollo para distâncias lunares, como seria necessário durante as missões tripuladas. Os componentes do veículo começaram a chegar no Centro Espacial Kennedy no início de 1967, porém os testes prosseguiram lentamente, muitas vezes atrasados pelos testes do Saturno V que seria usado na Apollo 4. Houve menos atrasos após o lançamento da Apollo 4 em novembro de 1967, porém mesmo assim o suficiente para forçar a Apollo 6 a ser adiada de março para abril de 1968.
Oscilações pogo danificaram alguns dos motores Rocketdyne J-2 do segundo e terceiro estágios durante o lançamento, rompendo linhas internas de combustível e fazendo dois dos motores do segundo estágio desligarem mais cedo. O sistema de orientação do Saturno V tentou compensar isso, porém o resultado foi uma órbita de espera mais elíptica do que o planejado. O terceiro estágio não reiniciou para a injeção translunar, com os controladores de voo assim escolhendo realizar uma repetição do voo da Apollo 4. Apesar dos problemas, a NASA ficou confiante o bastante com o Saturno V para libera-lo para missões tripuladas.

## Objetivos
A Apollo 6 seria o segundo voo teste do veículo de lançamento Saturno V. Ela deveria enviar um Módulo de Comando e Serviço mais um Artigo Teste Lunar, uma simulação do Módulo Lunar com sensores de vibração, em uma trajetória translunar, com o terceiro estágio o S-IVB sendo o responsável por impulsionar para a velocidade translunar. Essa trajetória passaria pela órbita da Lua, porém não iria encontrá-la. O Módulo de Comando e Serviço iria se separar do S-IVB pouco depois e seu motor seria acionado para reduzir a velocidade da espaçonave, fazendo seu apogeu cair para 22 204 quilômetros e o veículo voltar para a Terra em uma simulação de um aborto de "retorno direto". Seu motor seria acionado mais uma vez na viagem de volta para acelerar a espaçonave e simular as condições de retorno que seriam encontradas voltando da Lua, com um ângulo de reentrada de 6,5 graus negativos e velocidade de 11,1 mil metros por segundo. Toda a missão duraria por volta de dez horas.
A missão tinha a intenção de testar a capacidade do Saturno V de enviar toda uma Espaçonave Apollo para a Lua. Particularmente, deveria testar o estresse sobre o Módulo Lunar e os modos de vibração de todo o veículo Saturno V com cargas quase totais. Já que a espaçonave tinha sido qualificada para voos tripulados na Apollo 4, o foco passou a ser a qualificação total do veículo de lançamento. Os principais objetivos seriam considerados cumpridos com a finalização nominal dos eventos planejados da missão, sendo estes o estabelecimento da órbita de espera inicial e reinicialização do S-IVB para colocar a espaçonave em direção da distância planejada, ou seja, além da órbita lunar.

## Equipamentos

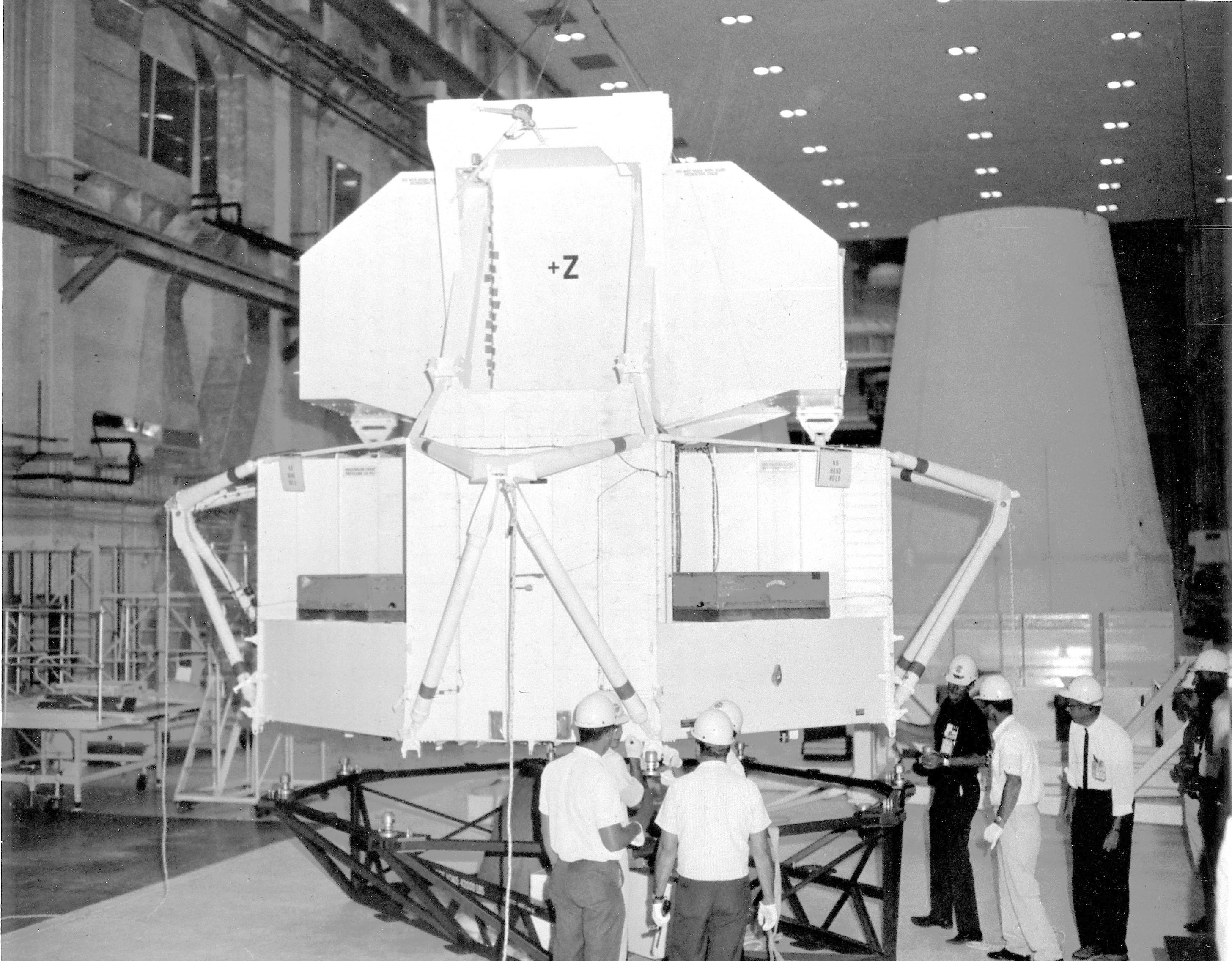
O Artigo Teste do Módulo Lunar prestes a ser montado no Adaptador Espaçonave–LM, 15 de setembro de 1967

O veículo de lançamento da Apollo 6 foi designado como SA-502, o segundo foguete Saturno V qualificado para voar. Sua carga incluía o CSM-020, um Módulo de Comando e Serviço do Bloco I que recebeu algumas modificações destinadas ao Bloco II. Os módulos do Bloco I não tinham a capacidade de se acoplarem a um Módulo Lunar, enquanto aqueles do Bloco II tinham. Dentre as modificações que o CSM-020 passou estavam uma nova escotilha para a tripulação, que deveria ser testada sob condições lunares. Esta escotilha substituiu aquela que teria sido usada na Apollo 1, pois as investigações sobre o incêndio que matou seus três astronautas em 27 de janeiro de 1967 determinou que ela era muito difícil de ser aberta em caso de emergência. O Módulo de Comando usado foi o CM-020, tendo sido equipado com um programador e outros equipamentos para permitir que pudesse ser operado remotamente.
O Módulo de Serviço foi o SM-014, pois o SM-020, originalmente destinado para a Apollo 6, fora usado na Apollo 4 depois do módulo desta, o SM-017, ter sido danificado em uma explosão e desmontado. O CM-014 não estava disponível pois estava na época sendo usado na investigação da Apollo 1. Nem todos os sistemas do Módulo de Serviço foram ativados para a Apollo 6; por exemplo, os radiadores que removiam o excesso de calor do sistema elétrico e o sistema de controle ambiental não foram conectados.
Kenneth S. Kleinknecht, o gerente do Módulo de Comando e Serviço no Centro de Espaçonaves Tripuladas, ficou satisfeito com o CSM-020 quando este foi entregue pela fabricante North American Aviation, porém ficou consternado que ele veio embrulhado em mylar inflamável. Diferentemente do Módulo de Comando e Serviço da Apollo 1, que foi entregue com centenas de questões não resolvidas, o CSM-020 tinha apenas 23, a maioria problemas de rotina.
A Apollo 6 também levou o Artigo Teste Lunar: uma simulação de Módulo Lunar designado LTA-2R. Este incluía um estágio de descida sem seus trens de pouso, seus tanques preenchidos com uma mistura de água e glicol e os tanques oxidantes com freon. O estágio de subida não incluía sistemas de voo e foi feito de alumínio lastrado e instrumentado para mostrar vibrações, acústicas e integridade estrutural. O LTA-2R permaneceu dentro do Adaptador Espaçonave–Módulo Lunar, designado SLA-9, durante o voo.

## Preparação

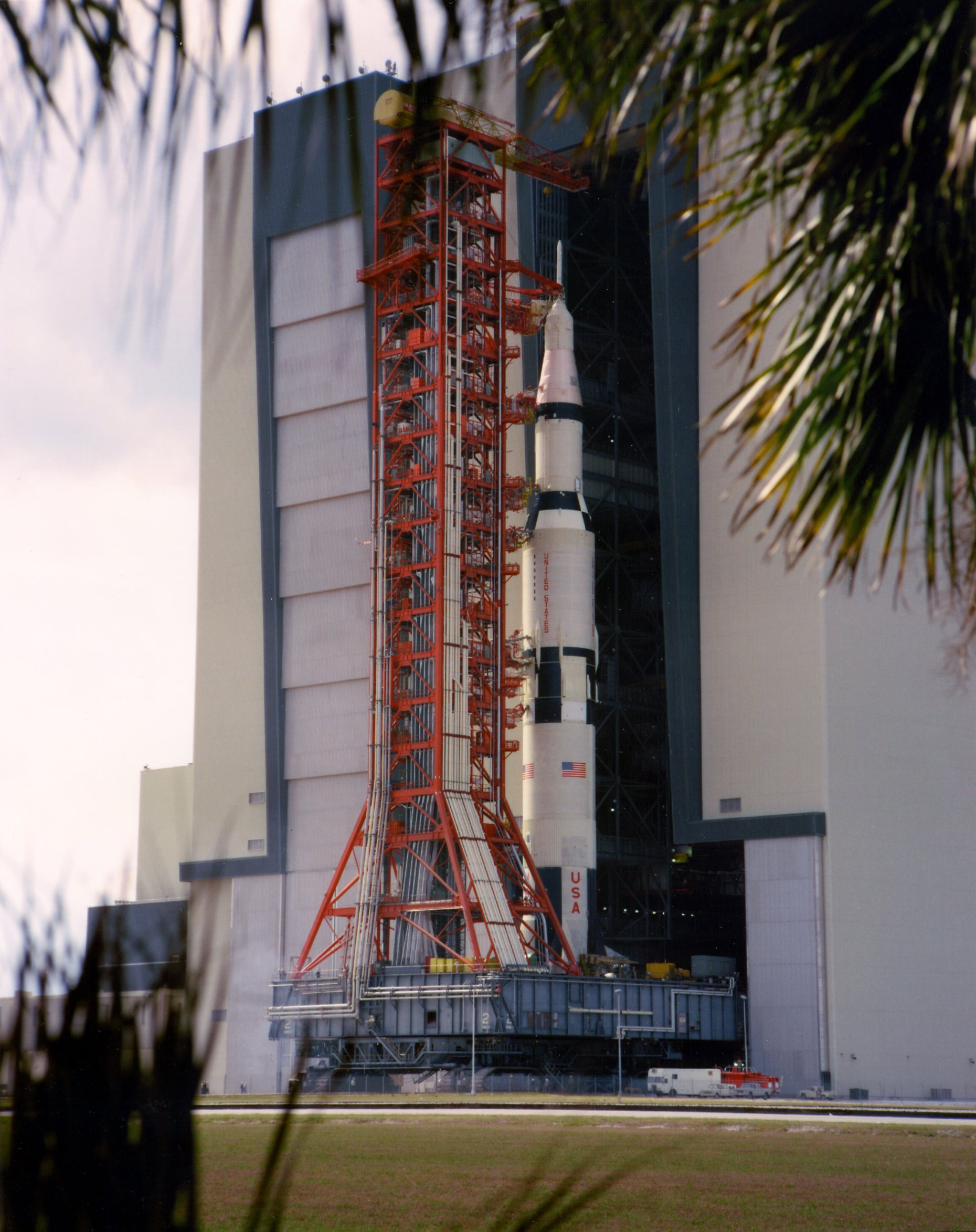
O Saturno V SA-502 da Apollo 6 deixando o Edifício de Montagem de Veículos em 6 de fevereiro de 1968

O primeiro estágio S-IC chegou no Centro Espacial John F. Kennedy na Flórida em 13 de março de 1967, sendo erguido no Edifício de Montagem de Veículos quatro dias depois. O terceiro estágio S-IVB e a Unidade de Instrumentos chegaram no dia 17. O segundo estágio S-II ainda não estava pronto, assim um espaçador, também usado na preparação da Apollo 4, foi colocado no lugar para que testes pudessem prosseguir. O espaçador tinha a mesma massa e altura de um S-II e todas as conexões elétricas. O S-II chegou em 24 de maio e preso ao foguete em 7 de julho.
A Apollo 6  foi a primeira a usar a Baía 3 do Edifício de Montagem de Veículos, sendo rapidamente descoberto que suas instalações de ar-condicionado eram inadequadas. Unidades portáteis foram trazidas para manter equipamentos e trabalhadores nas temperaturas exigidas. Houve atrasos até abril, pois equipamentos e pessoal estavam ocupados com a preparação da Apollo 4 e assim indisponíveis para testes na Apollo 6. O S-II foi inicialmente erguido em 25 de maio em uma das baias baixas do Edifício de Montagem de Veículos, porém os trabalhos na Apollo 6 continuaram a sofrerem de atrasos, muitos ocasionados pelos trabalhos na Apollo 4. O veículo foi erguido no Lançador Móvel de Serviço 2, mas trabalhos nos braços de lançamento, que iriam girar para trás no momento do lançamento, prosseguiram lentamente. O Módulo de Comando e Serviço também demorou para chegar, com o planejada entrega no final de setembro sendo adiada em dois meses.
O ritmo dos trabalhos na Apollo 6 aumentou após o lançamento da Apollo 4 em 9 de novembro de 1967, mas muitos problemas com os equipamentos de voo persistiam. O Módulo de Comando e Serviço foi erguido no alto do foguete em 11 de dezembro, com todo o veículo de lançamento sendo rolado para fora do Edifício de Montagem de Veículos em 6 de fevereiro de 1968. A rolagem era um evento que durava o dia inteiro e boa parte ocorreu sob chuva pesada. Como o transportador precisava parar por duas horas sempre que as comunicações falhassem, o veículo só chegou na Complexo de Lançamento 39A quando já estava escuro. A Estrutura de Serviço Móvel só pode ser movida para a plataforma dois dias depois devido a ventos fortes.
O teste de prontidão de voo foi finalizado em 8 de março e uma revisão ocorreu três dias depois, com a Apollo 6 sendo liberada para o lançamento sob a condição de que testes fossem completados em alguns itens identificados na reunião. O lançamento foi marcado para 28 de março, porém foi adiado para 1º de abril e então para 3 de abril devido a problemas com alguns equipamentos do sistema de orientação e abastecimento. O teste de demonstração de contagem regressiva começou em 24 de março e foi completado em uma semana, porém mesmo assim o lançamento foi adiado mais uma vez. A contagem regressiva final começou em 3 de abril com o lançamento programado para ocorrer no dia seguinte. Todos os problemas subsequentes foram consertados em paralisações programadas na contagem regressiva e não adiaram a missão.

## Missão

### Lançamento

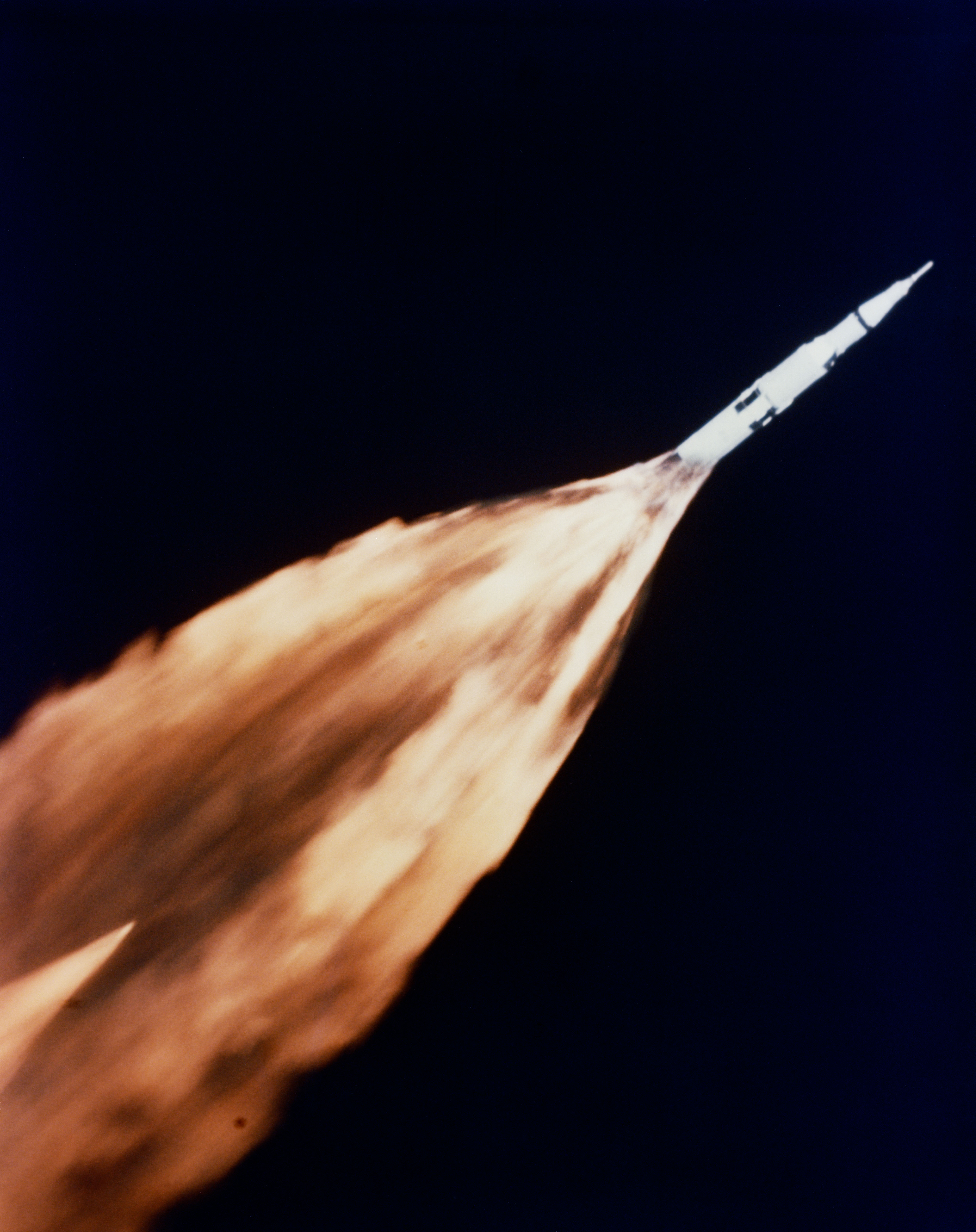
O lançamento do Saturno V com a Apollo 6 em 4 de abril de 1968

O lançamento da Apollo 6 ocorreu às 12h00min01s UTC (7h00min01s EST, horário local) do Complexo de Lançamento 39A. O Saturno V se comportou normalmente durante os primeiros dois minutos de subida. Então, enquanto o primeiro estágio S-IC terminava de queimar, oscilações pogo sacudiram o veículo. As variações de impulso fizeram o Saturno V sofrer uma força-g de ±0,6 g (5,9 metros por segundo ao quadrado), porém o foguete tinha sido projetado para aguentar forças de no máximo 0,25 g (2,5 metros por segundo ao quadrado). O veículo não sofreu danos, exceto pela perda de um dos painéis do Adaptador Espaçonave–Módulo Lunar.
George Mueller, Administrador Associado para Voos Espaciais Tripulados da NASA, explicou a causa em depoimento no Congresso:
| “ | Pogo surge fundamentalmente porque você tem flutuações de impulso nos motores. Essas são características normais de motores. Todos os motores tem aquilo que você pode chamar de ruído em suas vazões porque a combustão não é exatamente uniforme, assim você tem esta flutuação no impulso do primeiro estágio como uma característica normal de todos os motores funcionando. Agora, por sua vez, o motor é alimentado por um cano que tira o combustível dos tanques e alimenta-o no motor. O comprimento desse cano é algo como um tubo de um órgão, assim tem uma certa frequência de ressonância própria e realmente acontece que ele oscilará exatamente como um tubo de órgão. A estrutura do veículo é muito parecida com um diapasão, então se você o acerta direito, ele oscilará para cima e baixo longitudinalmente. Grosseiramente, é a interação entre as várias frequências que faz com que o veículo oscile. | ” |

O S-II começou a passar por problemas em seus motores Rocketdyne J-2 depois do primeiro estágio ter sido descartado. O motor número dois teve problemas de performance depois de transcorridos dois minutos e 45 segundos do lançamento, com isto piorando abruptamente na marca de cinco minutos e dezenove segundos de missão. A Unidade de Instrumentos desligou esse motor completamente com seis minutos e 52 segundos de voo, com o motor número três também desligando dois segundos depois. A falha tinha ocorrido apenas no motor dois, mas o comando da Unidade de Instrumentos também desligou o motor três devido à conexão cruzada de fios; este motor estava funcionando normalmente. A Unidade de Instrumentos foi capaz de compensar pelos desligamentos e os três motores restantes continuaram funcionando por 58 segundos a mais do que originalmente planejado. O S-IVB também precisou funcionar por 29 segundos a mais e também sofreu de uma pequena perda de performance.

### Órbita
Apesar do lançamento inferior ao nominal, o S-IVB e o Módulo de Comando e Serviço foram colocados em uma órbita de espera de 173,14 quilômetros por 360,1 quilômetros, em vez da órbita circular originalmente planejada de 190 quilômetros. Esse desvio do plano de voo não impedia a continuação da missão. O S-IVB manobrou durante a primeira órbita, mudando sua atitude em relação ao horizonte a fim de qualificar as técnicas que os astronautas poderiam usar em checagens de pontos de referência. O estágio, após as duas órbitas padrão para avaliar a prontidão do veículo para a injeção translunar, recebeu ordens para reiniciar seu motor, porém isto não ocorreu.
O diretor de voo Clifford E. Charlesworth e sua equipe no Controle da Missão em Houston decidiram, a partir de uma missão alternativa pré-planejada, usar o Sistema de Propulsão de Serviço do Módulo de Serviço para elevar a espaçonave até uma órbita com apogeu alto e com um baixo perigeu que resultaria em uma reentrada, como havia sido feito na Apollo 4. Este plano completaria alguns dos objetivos da missão. O Sistema de Propulsão de Serviço foi acionado por sete minutos e 22 segundos até o planejado apogeu de 22 204 quilômetros. Entretanto, não havia mais propelente suficiente para acelerar a reentrada atmosférica com um segundo acionamento do motor, assim a espaçonave entrou na atmosfera a uma velocidade de apenas dez mil metros por segundo, diferentemente da planejada 11,1 mil metros por segundo que simularia um retorno da Lua. O Módulo de Comando foi capaz de enviar dados em elevada altitude sobre o quanto a espaçonave protegeria os astronautas da radiação do Cinturão de Van Allen.
O Módulo de Comando reentrou na atmosfera e amerrissou no Oceano Pacífico depois de nove horas, 57 minutos e vinte segundos de missão, caindo a aproximadamente oitenta quilômetros do local originalmente planejado ao norte do Havaí. A espaçonave foi resgatada pelo navio de assalto anfíbio USS Okinawa. O Módulo de Serviço tinha sido descartado pouco antes da reentrada e se desintegrou na atmosfera. A órbita do S-IVB decaiu gradualmente e ele reentrou na atmosfera em 26 de abril.

### Câmeras

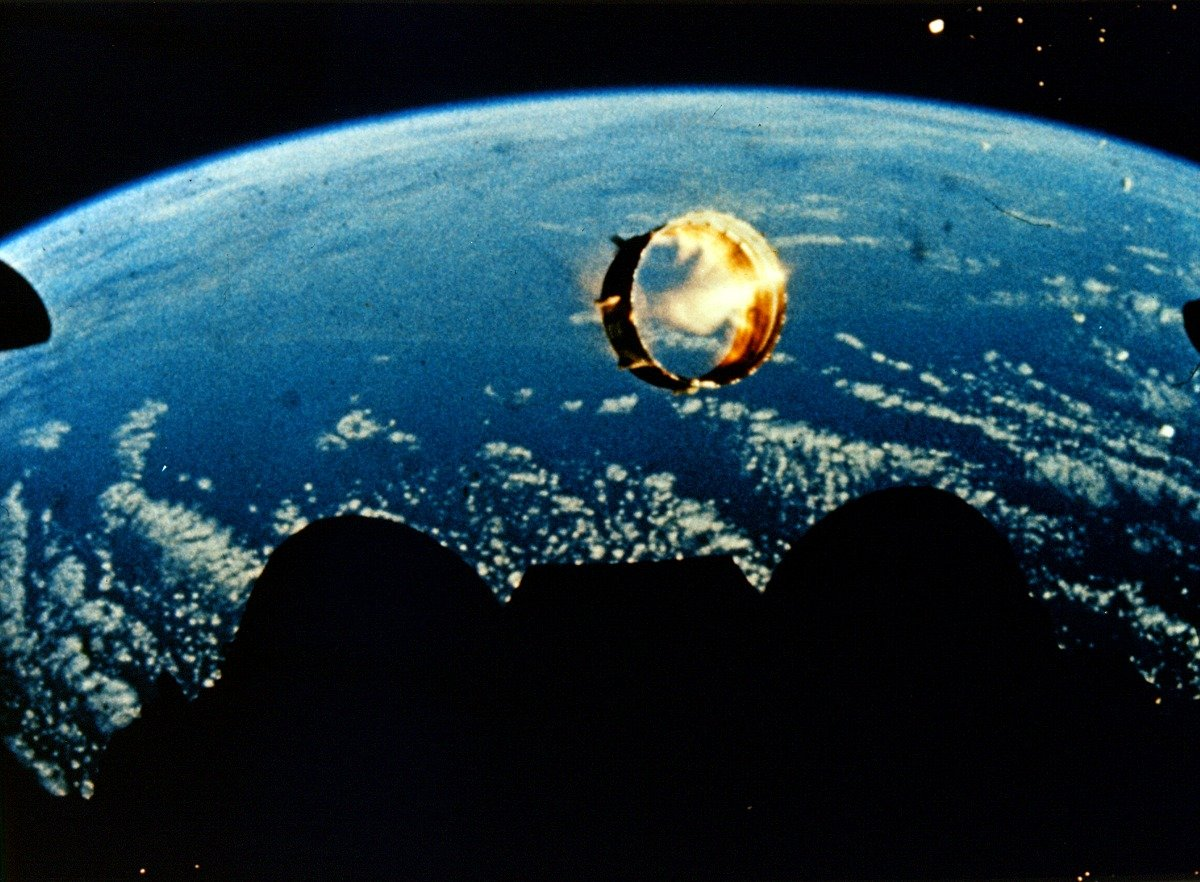
Um quadro da filmagem mostrando o interestágio da Apollo 6 caindo

Várias câmeras foram fixadas no Saturno V da Apollo 6 com a intenção de serem ejetadas do espaço e depois recuperadas. Três das quatro câmeras a bordo do S-IC não ejetaram e acabaram destruídas na reentrada do estágio, com apenas uma das duas câmeras colocadas no S-II sendo recuperadas. Duas dessas câmeras tinham o objetivo de filmar a separação entre primeiro e segundo estágio, enquanto as outras duas deveriam filmar o tanque de oxigênio líquido; a que foi recuperada filmou a separação dos estágios. A não-ejeção foi atribuída a uma falta de pressão de nitrogênio nas garrafas que causariam a ejeção. O Módulo de Comando também levava consigo uma câmera de filmagem que estava programada para ser ativada durante o lançamento e durante a reentrada. Os eventos da reentrada acabaram não sendo filmados porque a missão demorou dez minutos a mais do que o planejado.
Uma câmera fotográfica de 70 mm operou no Módulo de Comando, ficando apontada para a Terra através da janela da escotilha. Ela fotografou partes dos Estados Unidos, Oceano Atlântico, África e Oceano Pacífico. A câmera tinha uma combinação de película e filtro penetrante de neblina, possuindo um melhor equilíbrio de cor e maior resolução do que fotografias tiradas em missões tripuladas norte-americanas anteriores. Estas mostraram-se excelentes para estudos cartográficos, topográficos e geográficos.

## Pós-missão
O major-general Samuel C. Phillips, o Diretor do Programa Apollo, afirmou que "não há dúvidas que foi menos do que uma missão perfeita", mas que o veículo chegar em órbita apesar da perda de dois motores foi "uma grande realização não-planejada". Mueller descreveu a Apollo 6 como "um bom trabalho de forma geral, um lançamento excelente e uma missão bem-sucedida ... e nós aprendemos muita coisa", porém mesmo assim falou que a Apollo 6 "deverá ser definida como um fracasso". Houve pouca cobertura da mídia, principalmente porque no mesmo dia Martin Luther King Jr. foi assassinado e quatro dias depois o presidente Lyndon B. Johnson anunciou que não tentaria a reeleição. O CSM-020 foi transferido para o Istituto Smithsoniano após a missão, estando hoje em exibição no Centro Científico Fernbank, em Atlanta na Geórgia.
O fenômeno das oscilações pogo, visto durante o primeiro estágio do voo, era algo já bem conhecido dos engenheiros espaciais. Entretanto, a NASA achou que o Saturno V tinha sido "desafinado", ou seja, impedido de vibrar em suas frequências naturais. A NASA e suas contratantes procuraram rapidamente eliminar o problema de voos futuros, com aproximadamente mil engenheiros, tanto do governo norte-americano quanto da indústria terceirizada, trabalhando na questão. Cavidades nos sistemas dos motores J-2 passaram a ser preenchidas com gás hélio pouco antes dos lançamentos para atuarem como absorvedores de choque e assim amortecer oscilações de pressão.

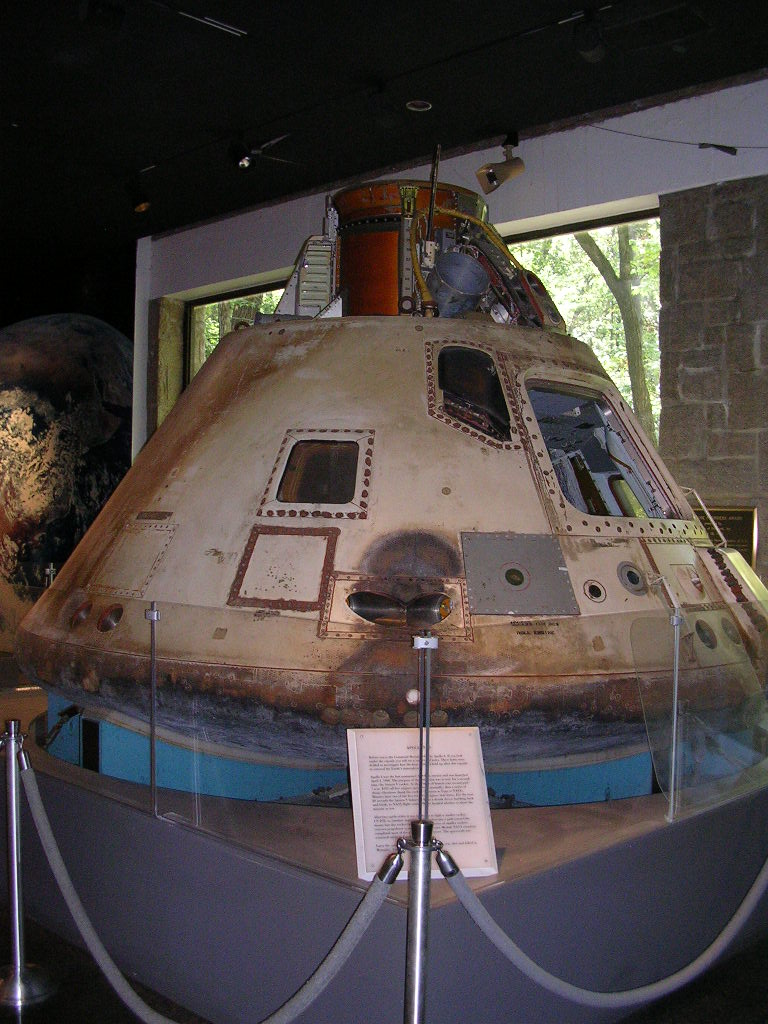
O CSM-020 em exibição no Centro Científico Fernbank

Os problemas no S-II e S-IVB ocorreram nos motores J-2, usado em ambos os estágios. Testes mostraram que os ignitores de faísca nas tubulações de propelente poderiam falhar em pressões atmosféricas baixas ou no vácuo. Este problema não ocorria em testes no solo, onde os gases líquidos resfriados passando pelas tubulações induziam uma camada protetora de gelo; além disso, durante tais testes, ar líquido era pulverizado sobre os exteriores dos motores, amortecendo vibrações. Não havia tais proteções no vácuo do espaço: os foles adjacentes aos ignitores de faísca vibraram rapidamente e falharam no pico de fluxo, causando uma queima das tubulações. Os foles foram eliminados e as tubulações fortalecidas. Os engenheiros da NASA debateram se deveriam configurar o sistema de detecção de emergência da espaçonave para abortar automaticamente em caso de pogo excessivo, mas isto teve a oposição de Donald Slayton, o Diretor de Operações de Tripulações de Voo. Em vez disso, trabalhos começaram em um "sensor de aborto pogo" a fim de permitir que os astronautas julgassem se deveriam abortar. Entretanto, ficou claro em agosto de 1968 que pogo poderia ser lidado sem a necessidade de um sensor, assim esse trabalho foi abandonado.
Os problemas no Adaptador Espaçonave–Módulo Lunar foram causados por sua estrutura de favo de mel. Enquanto o foguete acelerava através da atmosfera, as células expandiam devido ao ar e água presos, fazendo a superfície se soltar. Os engenheiros fizeram pequenos furos na superfície a fim de permitir que os gases presos se dissipassem e colocaram uma fina camada de cortiça para ajudar a absorver a humidade.
Os esforços da NASA foram suficientes para satisfazer Comitê sobre Ciências Aeronáuticas e Espaciais do Senado dos Estados Unidos. O comitê relatou no final de abril que a agência tinha rapidamente analisado e diagnosticados as abnormalidades da Apollo 6 e já tinha tomado ações corretivas. Engenheiros do Centro de Voos Espaciais George C. Marshall no Alabama, após uma análise detalhada da performance do Saturno V e das correções necessárias para missões futuras, concluíram que a realização de um terceiro voo teste do foguete era desnecessária. Consequentemente, a Apollo 8, o voo seguinte do Saturno V, levou uma tripulação.